# Богоделов, Павел Георгиевич
Павел Георгиевич Богоделов (укр. Павло Георгійович Богодєлов; 21 апреля 1946, Киев — 31 марта 2014, Киев) — советский футболист, нападающий, украинский тренер-селекционер.

## Биография
Воспитанник школы «Локомотива» Киев, тренеры Сухарев, Балакин.
Начинал играть в команде класса «Б» «Динамо-2» Киев в 1965 году. Выступал во второй группе класса «А» (1966—1970) и второй лиге (1971—1975) за команды СКА Киев (1966—1971) и «Локомотив» Винница. Затем играл за киевские команды КФК «Большевик» (1978—1982), «Завод имени Лепсе» (1985), играющий тренер команд «Металлист» Киев (1986), «Локомотив» Гребёнка (1987—1988).
С 1990 года — тренер женской команды «Динамо» Киев, затем — селекционер основной команды.
В 1992 году работал тренером в российской команде «Нарт» Черкесск, где начинал карьеру вратаря его сын Вячеслав.
Скончался 31 марта 2014 года. Похоронен на Байковом кладбище Киева.